# Михеево-Сухарево
Михеево-Сухарево (Михеево) — деревня в Дмитровском районе Московской области. Находится в 25 километрах от города Дмитрова по Ковригинскому шоссе, рядом с деревней Лифаново. Население — 19 человек (2010).
Ранее две деревни Михеево и Сухарево.

## Природа
Находится в окружении Марковского леса неподалёку от реки Шибовка.

## Население
| 2002 | 2006 | 2010 |
| ---- | ---- | ---- |
| 16   | ↗17  | ↗19  |

## Фамилии
Основатели Сухарево — род Брядовых.